# Karlov (Paseka)
Karlov (deutsch Karle) ist ein Ortsteil der Gemeinde Paseka in Tschechien. Er liegt zehn Kilometer nordöstlich von Uničov und gehört zum Okres Olomouc.

## Geographie
Das Bergdorf Karlov befindet sich auf einer großen Lichtung auf einem Sattel im Westen des Niederen Gesenkes. Das Dorf erstreckt sich in der Quellmulde des Baches Karlovský potok, der östlich des Ortes in die Teplička einmündet. Östlich erhebt sich die Lícha (600 m), im Süden der Karlovský vrch (621 m).
Nachbarorte sind Sovinec und Křížov im Norden, Huzová und Dolní Mlýn im Osten, Mutkov und Pasecký Žleb im Südosten, Paseka und Sanatorium im Südwesten, Horní Dlouhá Loučka im Westen sowie Křivá und Valšův Důl im Nordwesten.

## Geschichte
Die erste schriftliche Erwähnung von Karlow erfolgte im Jahre 1417, als Peter von Sovinec von seinem Anteil an der Herrschaft Eulenburg einen jährlichen Zins aus den Dörfern Karlow, Paseka und Křížov sowie dem Allodialhof Kreuz (Křížov) seiner Frau Katharina von Tworkau überschrieb. Vor 1490 erwarb der Olmützer Kämmerer Jan Heralt von Kunstadt die Herrschaft, ab 1492 folgten die Pňovský von Sovinec. Seit 1492 wurde der Ort als Karlov bezeichnet. 1545 verkaufte Ješek Pňovský von Sovinec die Eulenburg mit allem Zubehör an den Protestanten Christoph von Boskowitz. Ihm folgte ab 1576 der Bergbauunternehmer Lorenz Eder von Sstiawnicz. Dessen Tochter Anna brachte den 1590 ererbten Besitz in ihre Ehe mit Jan d. Ä. Kobylka von Kobylí ein, der wegen seiner Beteiligung am Ständeaufstand nach der Schlacht am Weißen Berg seine Güter an Karl von Liechtenstein verkaufen musste. Dieser verkaufte die Herrschaft 1623 für 200.000 Gulden an den Deutschen Orden. Im Eulenburger Urbar von 1609 sind für Carl 19 Anwesen ausgewiesen, darunter ein Ganzhüfner, zwei Halbhüfner, zehn Viertelhüfner, zwei Kleinbauern, ein Häusler und zwei Inwohner auf der Gemeinde. 12 der Wirtschaftsbesitzer trugen zu dieser Zeit tschechische und sieben von ihnen deutsche Namen. Die Frondienste waren auf dem Hof Kreuz zu leisten. Während des Dreißigjährigen Krieges wurde die Gegend 1624 von einem polnischen Söldnerheer geplündert und verwüstet. 1643 wurde Carle von den Schweden eingenommen, die Mährisch Neustadt und die Eulenburg auch nach dem Westfälischen Frieden noch bis zum 8. Juli 1650 besetzt hielten. Die Matriken werden seit 1674 in Paseka geführt. Das älteste Ortssiegel stammt aus dem Jahre 1749; es zeigt eine Eichel und trägt die Umschrift DORF KARL. Nachfolgend setzte eine Germanisierung des Ortes ein; die Namen alteingesessener tschechischer Familien wandelten sich in deutsche. So wurde aus Šunta Schnuth, aus Staněk Stancka, aus Šembera Schombra und die Familie Mazanej zur Familie Mayer. Weitere Formen des Ortsnamens waren Carlow bzw. Carla (1771), Karlsdorf (ab 1798) und Karle (ab 1839). Im Jahre 1790 bestand Karle aus 27 Häusern und hatte 157 Einwohner. Die Bewohner lebten von der Landwirtschaft oder der Forstarbeit, andere arbeiteten in den Schieferbrüchen. Bis zur Mitte des 19. Jahrhunderts blieb das Dorf immer nach Eulenberg untertänig.
Nach der Aufhebung der Patrimonialherrschaften bildete Karle/Karlov ab 1850 eine Gemeinde in der Bezirkshauptmannschaft Littau und dem Gerichtsbezirk Mährisch Neustadt. 1855 wurde die Gemeinde dem Bezirk Mährisch Neustadt und ab 1868 wieder dem Bezirk Littau zugeordnet. 1890 lebten in den 34 Häusern des Ortes 222 Menschen. Im Jahre 1900 bestand Karle aus 32 Häusern und hatte 198 durchweg deutschsprachige Einwohner. Seit 1909 gehörte die Gemeinde zum Bezirk Sternberg. 1930 lebten in Karle 140 Personen, 1939 waren es 133. Nach dem Münchner Abkommen wurde die Gemeinde am 10. Oktober 1938 an das Deutsche Reich angegliedert und gehörte bis 1945 zum Landkreis Sternberg. Am 6. Mai 1945 nahm die 4. Ukrainische Front der Roten Armee den Ort ein. Nach Kriegsende kam die Gemeinde wieder zur Tschechoslowakei zurück und wurde 1945 dem Gerichtsbezirk Šternberk zugeordnet. Die deutsche Bevölkerung wurde zwischen 1946 und 1947 vertrieben. Im Zuge der Gebietsreform von 1960 wurde Karlov nach der Auflösung des Okres Šternberk dem Okres Olomouc zugeordnet. Im Jahre 1964 erfolgte die Eingemeindung nach Paseka. Im Jahre 1991 hatte das Dorf nur noch vier Einwohner. Beim Zensus von 2001 lebten in den neun Wohnhäusern von Karlov wiederum vier Personen. Karlov ist heute ein Erholungsort. Der größte Teil des Ortes besteht aus Ferienhäusern, insgesamt waren im Jahre 2011 für Karlov 114 Adressen amtlich registriert.

## Sehenswürdigkeiten
- Kapelle
- Karlovský vrch, Aussichtspunkt mit Fernblick über die Obermährische Senke (Hornomoravský úval).